# Chiesa dei Santi Sette Fondatori
La chiesa dei Santi Sette Fondatori è una chiesa di Roma, nel quartiere Nomentano, in via Bari.

## Storia
Fu costruita tra il 1946 ed il 1956 su progetto dell'architetto Alberto Tonelli, ed intitolata ai Sette santi fondatori, devoti fiorentini del XIII secolo che sono all'origine dell'ordine dei Serviti.
La chiesa è sede parrocchiale, eretta il 26 maggio 1935 con decreto del cardinale vicario Francesco Marchetti Selvaggiani Vineam Domini, ed affidata ai Servi di Maria, che sono anche i proprietari dell'edificio.

## Descrizione

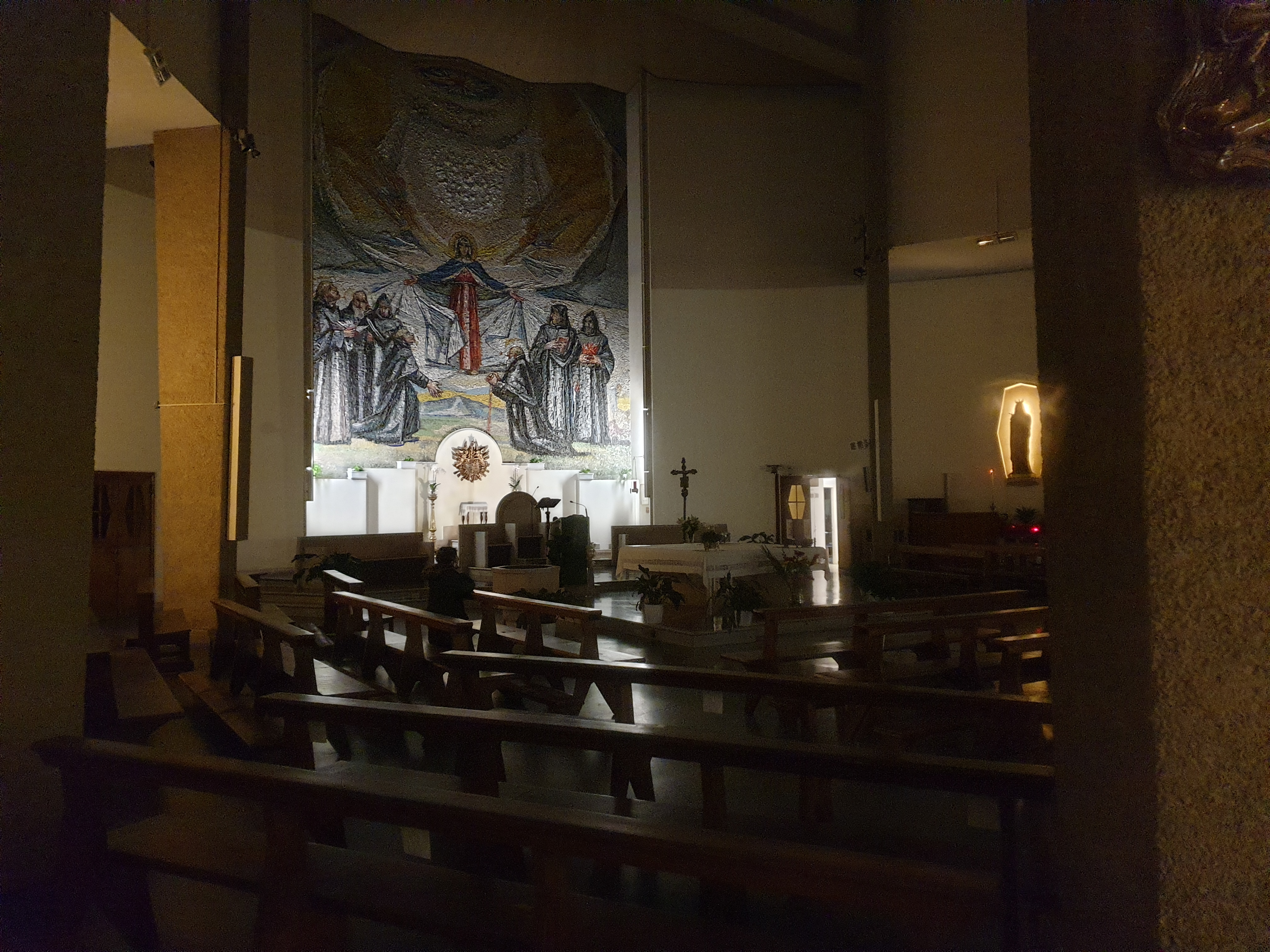
L'aula della chiesa

La chiesa è a pianta dodecagonale. Esternamente si presenta a due ordini: quello inferiore rivestito di marmo bianco, e quello superiore in mattoni di laterizio attraversato da nervature verticali in cemento armato e coronato da una serie di finestre-vetrate policrome.
L'interno è a forma circolare, con una serie di dieci pilastri di cemento che accennano ad una navata perimetrale. Dietro l'altare maggiore è collocato un mosaico realizzato nel 1964 da Ambrogio Fumagalli. Nella controfacciata vi è un ripiano per la collocazione di un organo. Caratteristica è la cripta della chiesa, dedicata ai morti e ai dispersi italiani di tutte le guerre, ove sono conservate le memorie relative ai caduti, ossia foto, medaglie, divise, bandiere, armi, nonché i loro nomi scolpiti nelle pareti. Da segnalare anche che Maceo Casadei, Forlivese come San Pellegrino Laziosi, realizzò, nel 1959, per questa chiesa, l'affresco La Visione della Madonna ai Santi Sette Fondatori.